# Natalie Cole
Natalie Maria Cole (Los Angeles, Kalifornia, 1950. február 6. – Los Angeles, 2015. december 31.) kilencszeres Grammy-díjas amerikai popénekes, dalszerző és előadóművész.

## Élete
Natalie Cole 1950. február 6-án született Los Angelesben Nat King Cole és Maria Hawkins gyermekeként.
Egyetemi tanulmányait a Massachusettsi Egyetemen végezte el.
1955 óta énekelt. 1961 óta volt hivatásos énekes, eleinte édesapjával lépett fel. 1975-ben a Capitol Records szerződtette (1981-ig). Még ugyanebben az évben megjelent első albuma, az Inseperable. 1982-1984 között az Epic Records adta ki lemezeit. 1991-től 10 évig az Elektra Records szerződtette.
Egy ritka tüdőbetegség miatti szívleállás okozta halálát 65 évesen.

## Magánélete
1976-1980 között Marvin J. Yancy volt a férje. Egy fia született tőle; Robbie (1978). 1989-1995 között André Fisherrel élt együtt. 2001-2004 között Kenneth H. Dupree volt a párja.

## Lemezei

### Stúdióalbumok
- Inseperable (1975)
- Natalie (1976)
- Unpredictable (1977)
- Thankful (1977)
- I love you so (1979)
- We're the Best of Friends (1979)
- Don't look back (1980)
- Happy love (1981)
- I'm ready (1983)
- Dangerous (1985)
- Everlasting (1988)
- Good to be back (1989)
- Unforgettable... with love (1991)
- Barcelona gold (1992)
- Take a look (1993)
- Stardust (1996)
- Snowfall on the Sahara (1999)
- Ask a woman who knows (2002)
- Leavin' (2006)
- Still unforgettable (2008)

### Élő albumok
- Natalie...Live! (1978)

### Holiday albumok
- Holy & Ivy (1994)
- The Magic of Christmas (1999)
- Caroling, Caroling: Christmas with Natalie Cole (2008)

## Filmjei

### Zeneszerzőként
- Szellemes karácsony (1988)
- Micsoda nő (1990)
- Csoda New Yorkban (1994)
- Aludj csak, én álmodom (1995)
- Apád-anyád idejöjjön! (1998)
- Charlie angyalai: Teljes gázzal (2003)
- Los Angeles-i tündérmese (2004)
- Húsvéti tojáskaland (2004)
- Amerikai taxi (2004)
- Földre szállt boszorkány (2005)
- Kutyátlanok kíméljenek (2005)
- Mindenki utálja Christ (2005)
- A csajok háborúja (2009)

### Színészként
- A Nat King Cole show (1956-1957)
- Angyali érintés (1995)
- Abducted: A Father's Love (1996)
- A macskák nem táncolnak (1997)
- Always outnumbered (1998)
- Sebzettek városa (1999)
- Élni a szerelemért: Natalie Cole története (2000)
- Lightning in a bottle (2004)
- A Grace klinika (2006)
- Különleges ügyosztály (2006)

## Könyvei
- Angel on my shoulder: an autobiography (Digby Diehllel, 2000)

## Díjai
- Grammy-díj (1975, 1976, 1991, 1993, 1996, 2009)
- Cowboy-díj (2004): Húsvéti tojáskaland